# Alexander Lindén
Alexander Lindén, född 29 juli 2003, är en svensk handbollsmålvakt som spelar för Ystads IF.

## Karriär
Lindéns moderklubb är HK Aranäs. Han skrev sitt första kontrakt med seniorlaget med start 2021/2022. Sedan sommaren 2023 spelar han för Ystads IF.
Han deltog i U20-EM 2022, där han blev uttagen i All star team som bästa målvakt. Han deltog även i U21-VM 2023.